# 申后高氏民宅
申后高氏民宅，位于中国河北省石家庄市申后村，为石家庄市鹿泉市的一个省级文物保护单位，类型为近现代文物，公布时间为1993年7月15日。
申后高氏民宅的历史年代为民国。